# آدم كينغ
آدم كينغ (بالإنجليزية: Adam King)‏ (11 أكتوبر 1995 إدنبرة المملكة المتحدة - ) هو لاعب كرة قدم بريطاني يلعب كلاعب وسط.

## روابط خارجية
- آدم كينغ على موقع قاعدة بيانات كرة القدم.إي يو (الإنجليزية)
- آدم كينغ على موقع Soccerway.com (الإنجليزية)
- آدم كينغ على موقع AS.com (الإسبانية)